# Fernando Henrique Cardoso

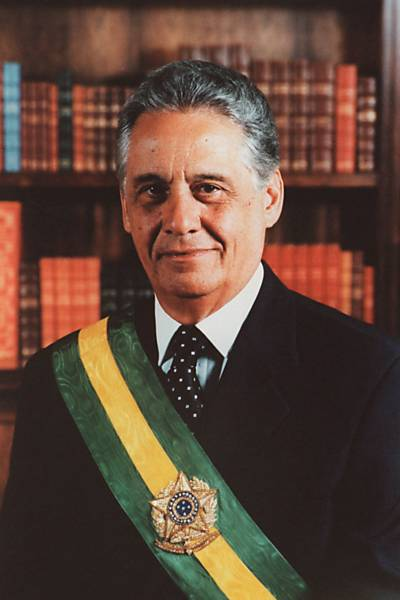
Fernando Henrique Cardoso (1999)

Fernando Henrique Cardoso [feɾˈnɐ̃dw ẽjˈʁiki kaʁˈdozu] (* 18. Juni 1931 in Rio de Janeiro) ist ein brasilianischer Soziologe und Politiker. Er war von Januar 1995 bis Januar 2003 Präsident Brasiliens.

## Leben
Cardoso verbrachte fast sein ganzes Leben in São Paulo. Mit seiner Frau Ruth Cardoso hat er drei Kinder. Als ausgebildeter Soziologe war er Professor für Politikwissenschaften und Soziologie an der Universität von São Paulo. Er war Präsident der International Sociological Association (ISA) von 1982 bis 1986. Er ist Mitglied des Institute for Advanced Study (Princeton) und ausländisches Ehrenmitglied der American Academy of Arts and Sciences sowie Autor mehrerer Bücher.
Er weilte an der Sozialforschungsstelle an der Universität Münster und war Gastprofessor an der École des hautes études en sciences sociales und dem Collège de France, später an der Universität Paris-Nanterre. Er unterrichtete auch an amerikanischen Hochschulen wie Stanford und der Universität von Kalifornien in Berkeley.
Cardoso wurde 1978 zum Senator des Staates São Paulo für die 1966 gegründete Brasilianische Demokratische Bewegung (MDB) gewählt. 1982 nahm er teil am West-Berliner Horizontefestival, das Lateinamerika gewidmet und von Octavio Paz eröffnet worden war. Im Jahr 1986 wurde er erneut Senator, für die Partei der Brasilianischen Demokratischen Bewegung (PMDB), die nach der Demokratisierung Brasiliens aus der MDB hervorgegangen war.
Cardoso gründete im Jahr 1988 die Partei der Brasilianischen Sozialdemokratie (PSDB) und führte sie im Oktober 1992 in den Senat. Von Oktober 1992 bis Mai 1993 diente er als Außenminister unter Präsident Itamar Franco. Von Mai 1993 bis April 1994 war er Finanzminister. Als solcher führte er den Plano Real ein, um die Hyperinflation zu bekämpfen. Mit dem Erfolg dieses Plans im Rücken wurde Cardoso im April 1994 zum Präsidenten gewählt.
Unter seiner Regierung wurden unter anderem die Ministerien der drei brasilianischen Teilstreitkräfte aufgelöst und ein Verteidigungsministerium begründet.
Im Jahr 1998 wurde er mit 53 % der Stimmen wiedergewählt, während sein schärfster Kontrahent, Luiz Inácio Lula da Silva (PT), 32 % der Stimmen bekam.
FHC (wie er in Brasilien für gewöhnlich genannt wird) wurde mit der Unterstützung einer zusammengewürfelten Allianz aus seiner eigenen Partei, der PSDB, und zwei Mitte-rechts-Parteien, der Partei der Liberalen Front (PFL) und der Brasilianischen Arbeitspartei (PTB), gewählt. Die größte Partei Brasiliens, die zentristische Partei der demokratischen Bewegung Brasiliens (PMDB), stieß nach der Wahl zur Regierungskoalition, genau wie die Brasilianische Fortschrittspartei 1996. Die Parteidisziplin in Brasilien ist sehr schwach und Abgeordnete oder Senatoren der Regierungsparteien stimmen häufig nicht im Interesse der Regierung. Deshalb hatte Cardoso häufig Schwierigkeiten, für seine Hauptvorhaben genug Unterstützung im Parlament zu bekommen, obwohl seine Koalition im Kongress die große Mehrheit stellte. Trotzdem konnte Cardoso viele seiner Reformvorhaben verwirklichen.
Sein Herausforderer des Jahres 1998, Lula, folgte ihm im Jahr 2003 ins Amt. In seinem vierten Anlauf schaffte Lula einen erdrutschartigen Wahlsieg gegen Cardosos „Kronprinzen“ José Serra. Lulas Wahl wurde als Zeugnis für die sinkende Popularität Cardosos in seiner zweiten Amtsperiode gesehen.
Fernando Henrique Cardoso war von der Gründung 2007 bis 2016 Mitglied des Zusammenschlusses von herausragenden ehemaligen Staatsmännern und -frauen, Friedensaktivisten, Menschenrechtlern sowie prominenten Intellektuellen The Elders, der 2007 von Nelson Mandela auf Initiative von Peter Gabriel und Richard Branson gegründet wurde. Ziel der Gruppe ist es, die Erfahrung, die Beziehungen und den öffentlichen Einfluss der Mitglieder zur Lösung globaler Probleme einzusetzen.
Cardoso ist Mitglied im Club of Rome. Von 2011 bis 2016 war er Vorsitzender der Weltkommission für Drogenpolitik.

## Ehrungen
1997 erhielt er die Ehrendoktorwürde der University of Cambridge. Am 13. August 2010 wurde Fernando Henrique Cardoso mit der Ehrendoktorwürde der argentinischen Privatuniversität Torcuato Di Tella in Buenos Aires ausgezeichnet. 2012 erhielt er den Kluge-Preis der Library of Congress.

## Bibliographie
- Dieter Nohlen, Claudia Zilla: Fernando Henrique Cardoso (*1931) – Abhängigkeit und Entwicklung in Lateinamerika. In: E+Z Entwicklung und Zusammenarbeit. Nr. 10, Oktober 2000, S. 288–291 (Digitalisat)
- Thilo Wittenberg: Zur Konzeption der Dependencia bei Fernando Henrique Cardoso, Universität Düsseldorf, 1988.